# 葫芦茶
葫芦茶（学名：Tadehagi triquetrum）为豆科葫芦茶属下的一个种。俗名：懒狗舌、牛虫草、百劳舌。